# Lozanne
Lozanne é uma comuna francesa na região administrativa de Auvérnia-Ródano-Alpes, no departamento de Ródano. Estende-se por uma área de 5,50 km². Em 2010 a comuna tinha 2 782 habitantes (densidade: 505,8 hab./km²).